# Pabellón Pedro Ferrándiz
El Pabellón Pedro Ferrándiz es un pabellón polideportivo de la ciudad española de Alicante donde jugaba el Club Baloncesto Lucentum Alicante hasta su desaparición en 2015. Actualmente juega la Fundación Lucentum. Además, también cuenta con instalaciones preparadas para albergar competiciones de judo, bádminton, etc. Hasta el 14 de enero de 2014 fue conocido como Centro de Tecnificación y Artes Gimnásticas, fecha en la modificó su nombre en honor del exentrenador de baloncesto alicantino Pedro Ferrándiz.
El pabellón, obra de los arquitectos Enric Miralles y Carme Pinós, fue inaugurado en el año 1993, con un aforo de 5696 espectadores. Durante el 2006 se llevaron a cabo obras de reforma y limpieza de todo el edificio para ser la subsede del Eurobasket. Es un complejo edificio que sorprende por su estructura y sus formas.
Situado junto a otros recintos deportivos importantes de Alicante como el Estadio José Rico Pérez o el Pabellón Pitiu Rochel, la dirección del centro es la calle Foguerer Ramón Gilavert Davo, 8.
El Centro de Tecnificación fue la sede de competiciones como el XVII Campeonato Mundial de Gimnasia Rítmica, celebrado el año 1993, o el Eurobasket 2007. Además, es el escenario de algunos de los episodios más importantes de la historia del Club Baloncesto Lucentum Alicante (como por ejemplo la promoción de ascenso a la ACB en 2009).
Recientemente se ha celebrado el Campeonato de Europa de Tenis de Mesa, las últimas tres ediciones del World Padel Tour en Alicante y un Congreso Internacional de Medicina Fetal.